# Есмаїлабад (Зарандіє)
Есмаїлабад (перс. اسماعيل اباد) — село в Ірані, у дегестані Гакімабад, у Центральному бахші, шахрестані Зарандіє остану Марказі. За даними перепису 2006 року, його населення становило 114 осіб, що проживали у складі 26 сімей.

## Клімат
Середня річна температура становить 15,32 °C, середня максимальна – 33,91 °C, а середня мінімальна – -6,66 °C. Середня річна кількість опадів – 236 мм.
| Клімат поселення                              | Клімат поселення | Клімат поселення | Клімат поселення | Клімат поселення | Клімат поселення | Клімат поселення | Клімат поселення | Клімат поселення | Клімат поселення | Клімат поселення | Клімат поселення | Клімат поселення | Клімат поселення |
| Показник                                      | Січ.             | Лют.             | Бер.             | Квіт.            | Трав.            | Черв.            | Лип.             | Серп.            | Вер.             | Жовт.            | Лист.            | Груд.            |                  |
| Середній максимум, °C                         | 10,02            | 12,02            | 16,69            | 23,45            | 28,37            | 33,24            | 33,91            | 33,10            | 29,20            | 22,69            | 16,05            | 9,94             |                  |
| Середня температура, °C                       | 1,68             | 3,68             | 8,35             | 15,11            | 20,04            | 24,90            | 28,10            | 27,30            | 23,40            | 16,90            | 10,24            | 4,14             |                  |
| Середній мінімум, °C                          | −6,66            | −4,66            | 0,03             | 6,76             | 11,70            | 16,56            | 22,29            | 21,50            | 17,60            | 11,08            | 4,44             | −1,68            |                  |
| Норма опадів, мм                              | 33               | 33               | 44               | 29               | 22               | 4                | 2                | 1                | 1                | 13               | 22               | 32               |                  |
| Середньомісячна швидкість вітру, м/с          | 1.39             | 2.08             | 2.70             | 3.04             | 2.80             | 2.72             | 2.81             | 2.66             | 2.30             | 2.20             | 1.96             | 1.41             |                  |
| Середньомісячна сонячна радіація, кДж/м²·день | 9116             | 11958            | 14418            | 18020            | 22077            | 26031            | 25763            | 23449            | 19825            | 14532            | 10807            | 8729             |                  |
| --------------------------------------------- | ---------------- | ---------------- | ---------------- | ---------------- | ---------------- | ---------------- | ---------------- | ---------------- | ---------------- | ---------------- | ---------------- | ---------------- | ---------------- |
| Джерело:                                      |                  |                  |                  |                  |                  |                  |                  |                  |                  |                  |                  |                  |                  |